# Samuel Halpert
Ne doit pas être confondu avec Shmuel Halpert.
Samuel Halpert (1884-1930) est un artiste peintre américain, influencé par l'avant-garde artistique européenne du début du XXe siècle.

## Biographie
Originaire de Białystok, région située dans le nord-est de la Pologne alors dominée par l'Empire russe, la famille de Samuel Halpert, appartenant à la communauté juive locale, décide d'émigrer aux États-Unis au début des années 1890, et s'installe à New York, dans le Lower Manhattan. Le jeune Samuel, durant ses études, le soir, aide ses parents qui tiennent une boutique de journaux, de livres et de sucreries. Il suit des cours à la Neighborhood Guild, organisme ouvert aux émigrants, et prodiguant des cours de qualité. C'est là qu'il rencontre Jacob Epstein, qui lui donne ses premières leçons de dessin. Il devient membre de la Young Men's Hebrew Association qui a ouvert The Educational Alliance (en), où il se lie en 1898 au critique d'art Henry McBride (1867-1962) qui suit l'évolution de son travail artistique durant cinq ans. En 1899, il s'inscrit à la National Academy of Design et y reste durant trois ans. 
En 1902, il obtient une bourse qui lui permet de poursuivre ses études d'art en Europe : il décide alors de partir pour la France. Il est admis aux Beaux-Arts de Paris, dans la classe de Léon Bonnat. En 1903, il expose au Salon des artistes français, une peinture, L'Atelier, le soir, sous le nom de « Sam Halpert ». En 1905, représenté par la galerie de Nicolas Abel Vignol, rue Jacob, il expose d'abord au salon de la Société nationale des beaux-arts, une peinture, puis au Salon d'Automne, quatre œuvres peintes. Il est ensuite exposé à ce même salon de 1907 à 1910. Durant son séjour français, il fréquente l'Abbaye de Créteil où il est exposé. Il se lie avec Patrick Henry Bruce, Sonia Delaunay et Robert Delaunay, Abel Warshawsky, Thomas Hart Benton, Fernand Léger et Jean Metzinger. 
En 1912, il retourne à New York et s'installe dans un atelier sur Broadway, près de Lincoln Square. Il rencontre Man Ray dans une école fondée par les disciples de Francisco Ferrer, où Robert Henri enseigne. En 1913, il est sélectionné par le comité américain pour figurer à l'Armory Show. La même année, il décide de participer à la fondation d'une communauté d'artistes à Ridgefield (New Jersey), où il croise entre autres l'écrivain Alfred Kreymborg (en). En 1914, Halpert peut enfin exposer dans le cadre d'un solo show, à la Daniel Gallery.
En 1915, il retourne en Europe, en pleine guerre, et voyage en France, en Espagne, à Londres et au Portugal, à Vila do Conde, en compagnie du couple Delaunay.
Il revient à New York en 1916. Il expose durant trois ans dans des espaces artistiques ouverts par la People's Art Guild fondée par John Weichsel dans le Lower East Side. C'est durant l'une de ces expositions qu'il rencontre Edith Gregor Fiviosioovitch, qu'il épouse En 1918 ; le couple aura un fils, prénommé Benjamin. Halpert devient membre de la Society of Independent Artists, dont il prend la direction quelques années plus tard. Il expose en 1919 au Whitney Studio Club. Durant l'été 1925, le couple Halpert voyage à Paris.

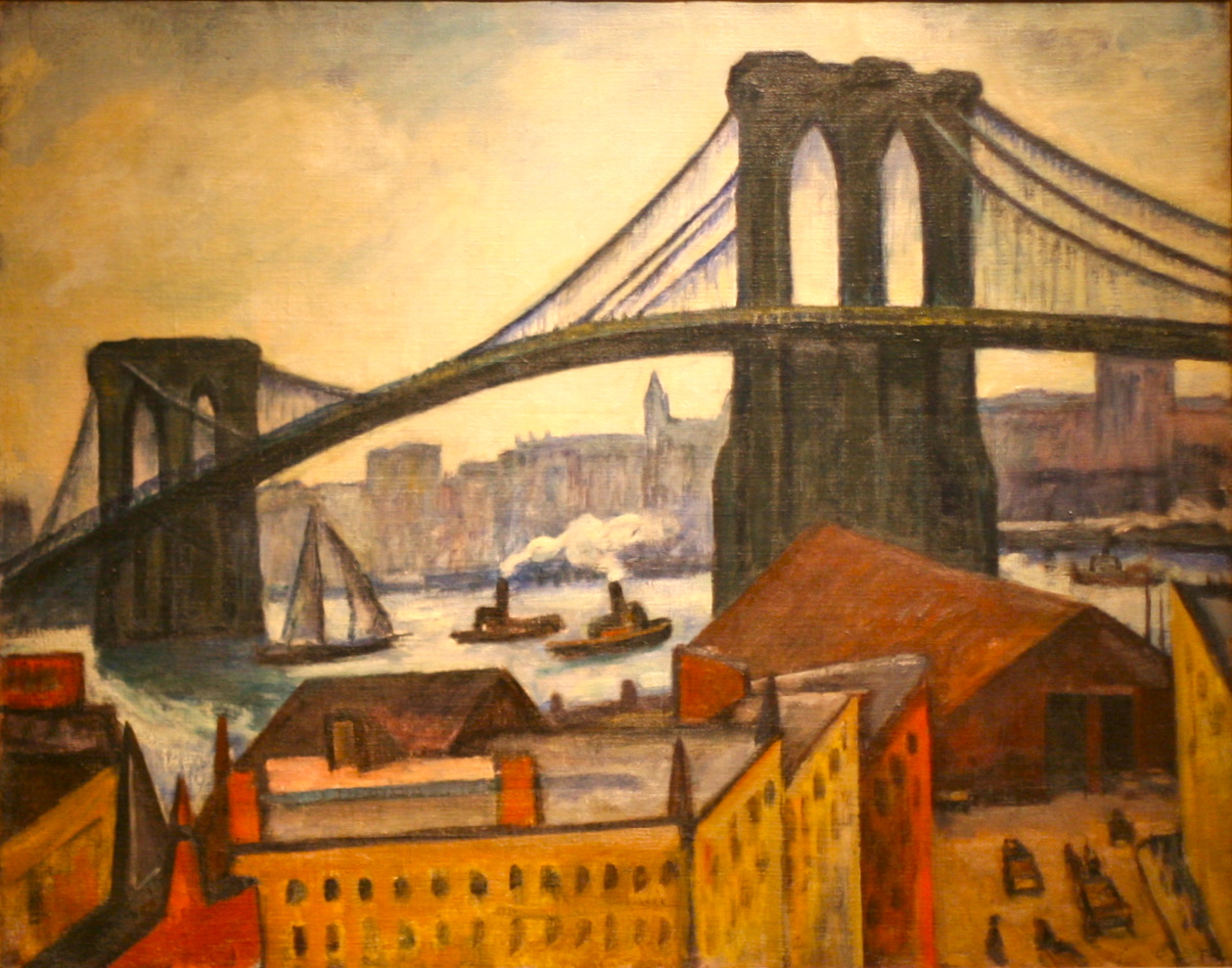
View of Brooklyn Bridge, huile sur toile, s.d., Brooklyn Museum.

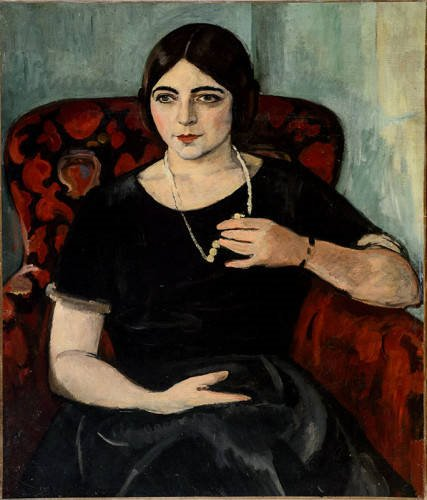
Portrait d'Edith Gregor Halpert, huile sur toile, 1928, Palmer Museum of Art.

En 1926, Edith ouvre avec une amie une galerie d'art à Manhattan, la Downtown Gallery. Elle expose entre autres Ben Shahn, Charles Sheeler, et Stuart Davis. Durant les étés 1927 et 1928, le couple Halpert fréquente une communauté d'artistes initialement fondée par Hamilton Easter Field (en) (1873-1922) à Ogunquit (Maine) : ils y croisent Yasuo Kuniyoshi, Bernard Karfiol, Marguerite et William Zorach.
Peu après, le couple se sépare.
Samuel Halpert accepte alors le poste de directeur du département de peinture à l'école de la société Arts and Crafts de Détroit (School of the Detroit Society of Arts and Crafts), où il meurt trois ans plus tard.

## Œuvre
La production de Samuel Halpert comprend essentiellement des huiles sur toile figurant des paysages urbains et quelques portraits. Il s'est montré influencé par Paul Cézanne et les Fauves. Il fut tenté par le cubisme et l'abstraction géométrique, mais timidement. Après 1916, il se lance dans des nus et des scènes d'intérieur, baignant dans un style naturaliste affirmé.